# Lasioglossum eleutherense
Lasioglossum eleutherense là một loài Hymenoptera trong họ Halictidae. Loài này được Engel mô tả khoa học năm 2001.

## Hình ảnh

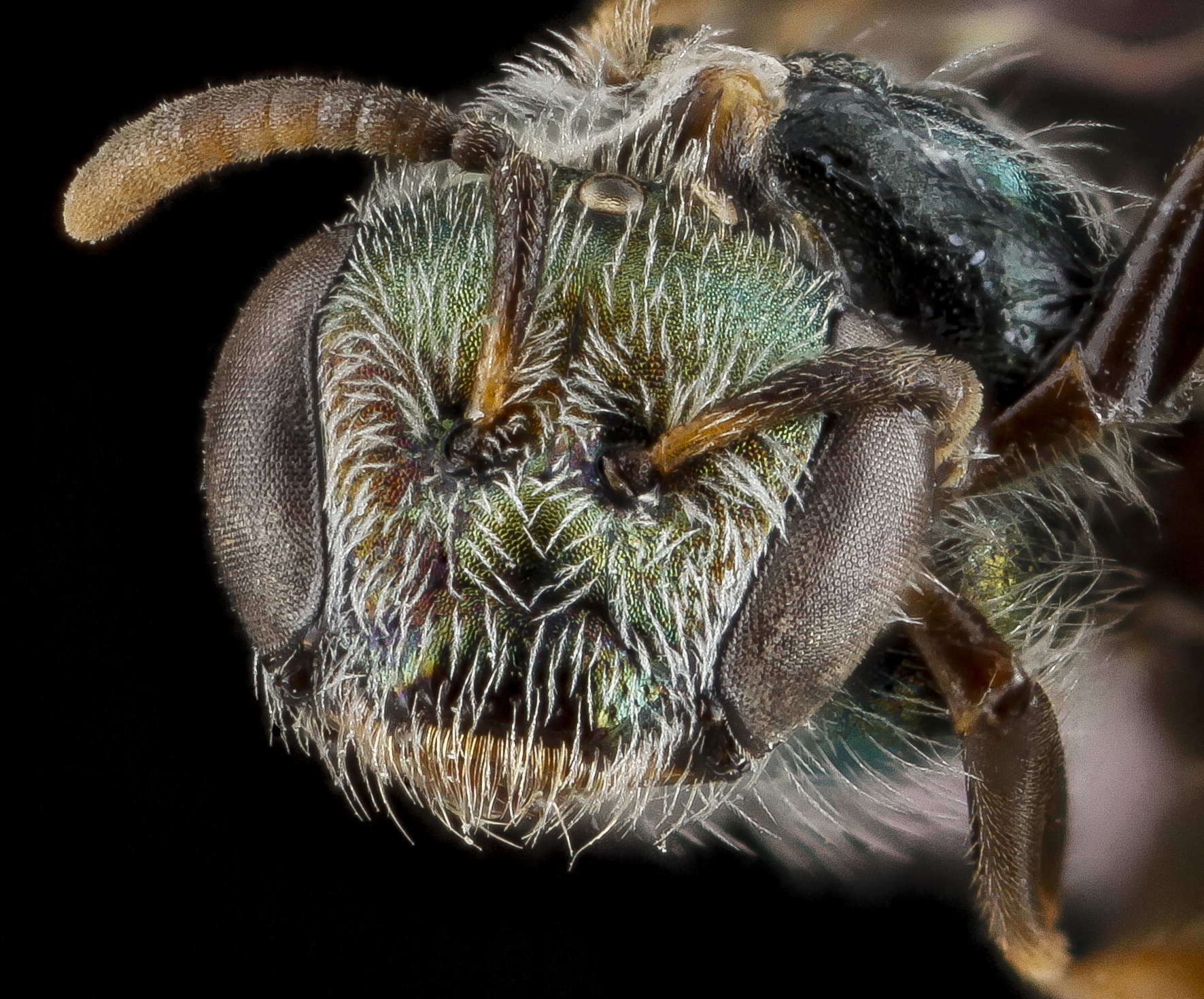
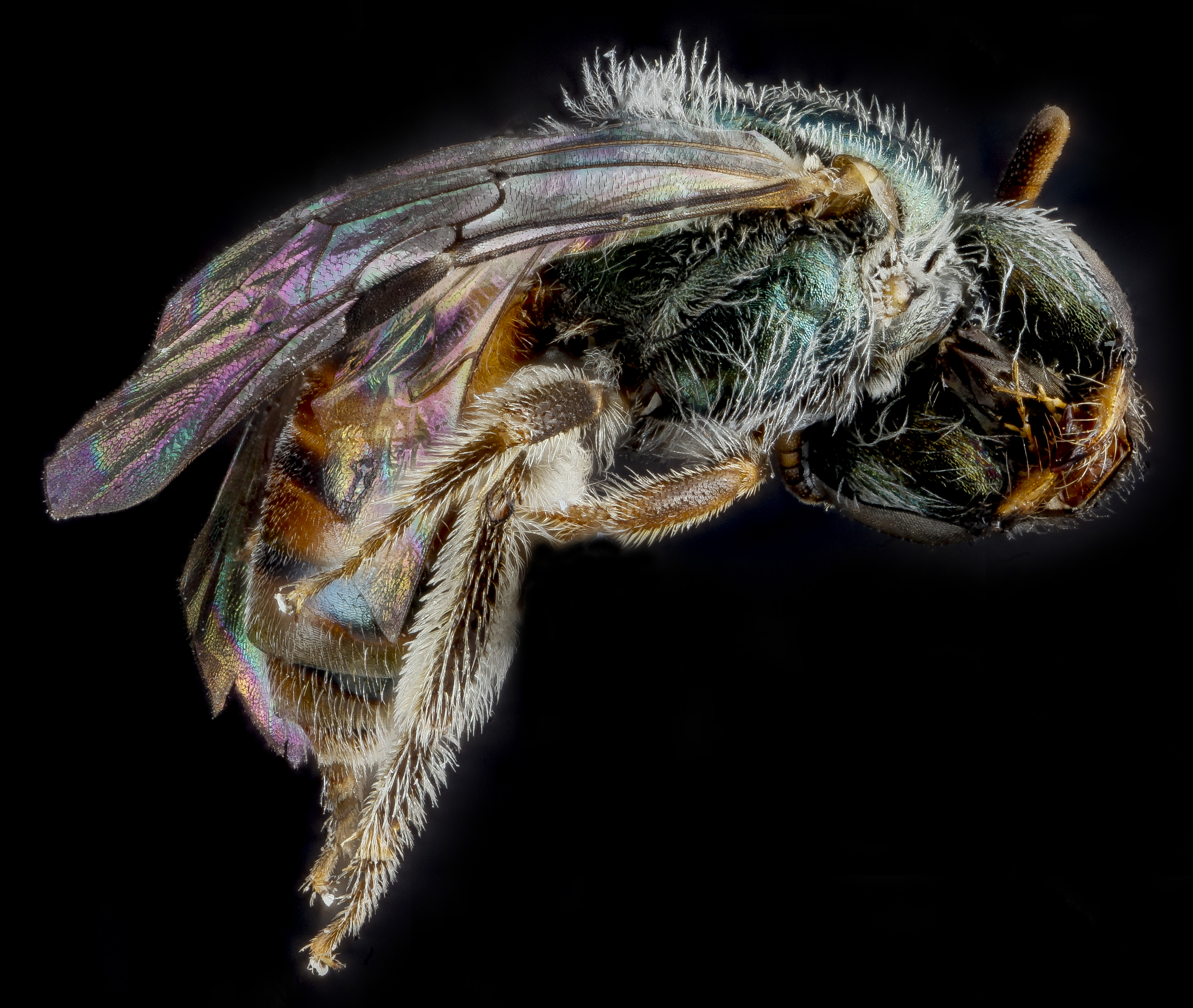